# ブルックリン・アトランティックス

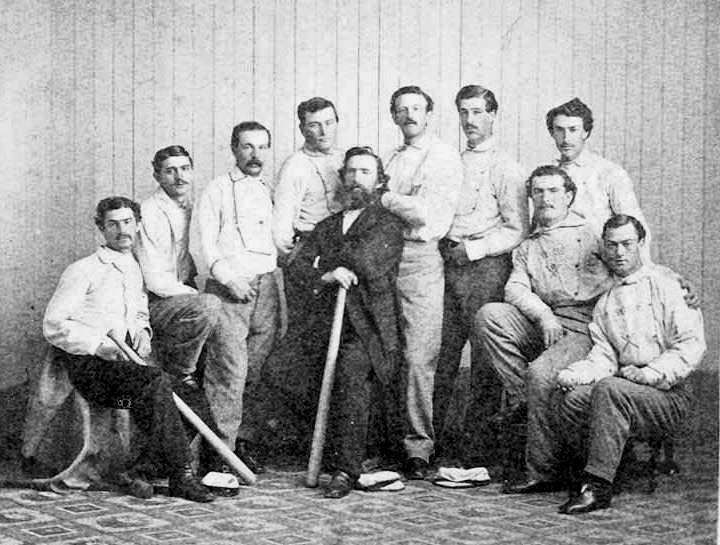
ブルックリン・アトランティックス（1865年）

ブルックリン・アトランティックス（Brooklyn Atlantics）は、1872年から1875年までアメリカ合衆国ニューヨーク市ブルックリンを本拠地とし、ナショナル・アソシエーションに所属していたプロ野球チーム。

## 球団史
1855年に『アトランティック・ベース・ボール・クラブ』として球団は創設され、プロ野球リーグ誕生以前の『全米野球選手協会 (National Association of Base Ball Players)』の創設以来のメンバーとして1857年から加盟して活動していた。1859年の大会では11勝1敗の成績で優勝、1861年にも協会のチャンピオンシップを獲得した。以後、1860年代はニューヨークや他のライバルチーム（エックフォード・クラブ（ブルックリン）、フィラデルフィア・アスレチックス（現在のオークランド・アスレチックスとは別チーム）、ミューチュアル・クラブ）としのぎを削り、1866年まで36連勝を記録したこともある。
また1870年6月14日に、1867年から数えて92連勝中だったシンシナティ・レッドストッキングスに延長11回で8-7で勝利、レッドストッキングスの3年越しの連勝をストップしたチームとしても有名になった。チームはその当時ジョー・スタート、リップ・パイク、ジョージ・ゼットレインといった実力のある選手を抱え、ほぼプロ化された球団となっていたが、1871年のプロ野球リーグ創設にあたって、アトランティックスは初年度の参加を辞退、プロ契約の選手達を他のクラブに放出してしまった。
翌1872年に、アトランティックスはナショナル・アソシエーションに加盟するが、前年の主力選手放出の痛手から回復できず、1875年までの4シーズンを大きく負け越して終わる。ナショナル・アソシエーションはこの年限りで解散し、1876年にナショナルリーグが創設されるが、アトランティックスには加盟の要請はなく、リーグに参加しない独立のチームとしてしばらく活動していた。1882年に新たに創設されるアメリカン・アソシエーションからリーグ加盟を誘われたもののチームは参加条件を満たせなかったといい、少なくとも1881年まで球団は存続していたと考えられる。

## 戦績
※1871年から1875年の戦績。順位は勝利数による。
| 年度   | リーグ | 試合 | 勝利 | 敗戦 | 勝率 | 順位 | 監督                              | 本拠地                   |
| ------ | ------ | ---- | ---- | ---- | ---- | ---- | --------------------------------- | ------------------------ |
| 1872年 | NA     | 37   | 9    | 28   | .243 | 6位  | ボブ・ファーガソン                | Capitoline Grounds       |
| 1873年 | NA     | 55   | 17   | 37   | .315 | 6位  | ボブ・ファーガソン                | Union Grounds (Brooklyn) |
| 1874年 | NA     | 56   | 22   | 33   | .400 | 6位  | ボブ・ファーガソン                | Union Grounds (Brooklyn) |
| 1875年 | NA     | 44   | 2    | 42   | .045 | 12位 | チャーリー・ペイバー ビル・ボイド | Union Grounds (Brooklyn) |

## 所属した主な選手
- ボブ・ファーガソン：選手兼任監督
- ジム・ブリット：投手。1873年の奪三振14はリーグ最多。
- アル・サーク：外野手。1872年シーズン中にニューヨーク州にて釣りの最中に溺死。

## 主な球団記録
- 通算安打数：169（ボブ・ファーガソン）
- 通算打点数：63（ボブ・ファーガソン）
- 通算勝利数：26（ジム・ブリット）